# Abies lasiocarpa
L'abete delle rocce (Abies lasiocarpa (Hook.) Nutt., 1849) è una specie di abete originaria dell'America settentrionale.

## Etimologia
Il nome generico Abies, utilizzato già dai latini, potrebbe, secondo un'interpretazione etimologica, derivare dalla parola greca ἄβιος = longevo. Il nome specifico lasiocarpa deriva dalle radici greche λαιοϛ = lanoso, pubescente e καρποϛ= frutto, riferendosi alla pubescenza tipica degli strobili.

## Descrizione
Albero alto fino a 20 m, con tronco di 0,8 m di diametro, a portamento conico. La corteccia, grigia e liscia da giovane, diviene con l'età fessurata. I rami principali sono dritti, rigidi, i secondari a coppie, opposti e disposti a spirale, di colore grigio verdastro o marrone chiaro; all'età di due anni la corteccia si spacca, rivelando la parte sottostante rosso-marrone. Le gemme variano dal marrone chiaro allo scuro e sono di forma rotondeggiante, con apice anch'esso arrotondato; Le perule che le rivestono sono corte, glabre, triangolari, con margine crenato o dentato.
Le foglie sono aghiformi, di colore verde bluastro, lunghe fino a 3 cm, rivolte verso l'alto, con un odore pungente provocato dal ß-fellandrene, un terpene che fa parte della famiglia degli oli essenziali.
Gli strobili, di color porpora scuro, sono cilindrici, lunghi fino a 12 cm e larghi fino a 4 cm, con scaglie di 1,5 cm, pubescenti; il polline emesso è color porpora. I semi, di colore marrone,  sono lunghi circa 6 mm, con ali marrone chiaro di 1 cm. A germinazione, i cotiledoni sono 4-5.

## Distribuzione e habitat
Questa specie è distribuita in particolare sulle montagne dello Yukon, della Columbia Britannica e dell'Alberta occidentale, in Canada; mentre negli Stati Uniti è presente nel sud-est dell'Alaska, negli stati di Washington, Oregon, Idaho, nel Montana occidentale, in Wyoming, Utah, Colorado, Nuovo Messico, Arizona, nel nord-est del Nevada, e sulle Trinity Alps nella California nord-occidentale. Si rinviene dal livello del mare ai 1.500 m di quota nella parte più settentrionale del suo vasto areale, dai 600 ai 3.500 m di quota nelle Montagne Rocciose e nella Catena delle Cascate; non ha particolari esigenze climatiche e di suoli, frequentando zone con precipitazioni annuali dai 600 ai 3.000 mm. Le formazioni boschive sono sia esclusive che miste, in combinazione con Tsuga mertensiana nel nord-ovest e con Picea engelmannii nelle Montagne Rocciose; la varietà Arizonica è comune anche in associazione con Pinus aristata e Pinus flexilis

## Tassonomia
È accettata una varietà.
- Abies lasiocarpa var. arizonica (Merriam) Lemmon - endemica delle zone montane di Arizona, Colorado e Nuovo Messico

## Usi
Il legno non viene utilizzato economicamente, se non localmente per piccoli lavori di falegnameria, principalmente a causa dell'inaccessibilità delle sue zone di crescita. A parte forse alcune cultivar derivate varietà arizonica, è una specie di scarsa importanza anche in orticoltura, nonostante il suo aspetto giovanile da perfetto Albero di Natale, per la sua velocità di crescita molto lenta.

## Conservazione
L'abete delle rocce oltre ad avere un areale molto vasto, ha un'importanza bassa nello sfruttamento delle risorse forestali, a causa della relativa inaccessibilità delle zone frequentate, e dell'abbondanza di altre specie di conifere con qualità del legno equivalente. È classificata pertanto come specie a rischio minimo di estinzione nella Lista rossa IUCN.

## Galleria d'immagini

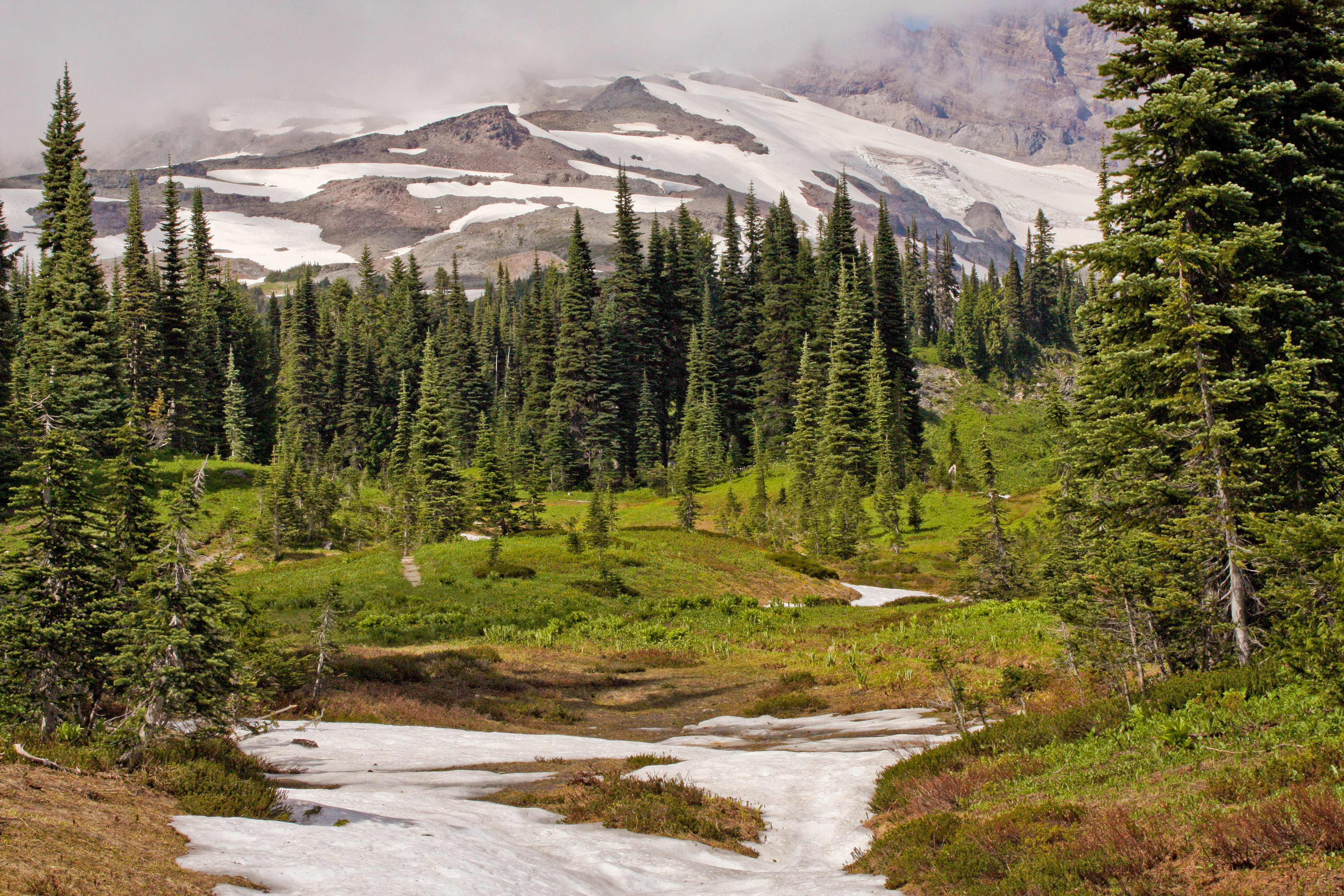
Formazione pura di Abies lasiocarpa
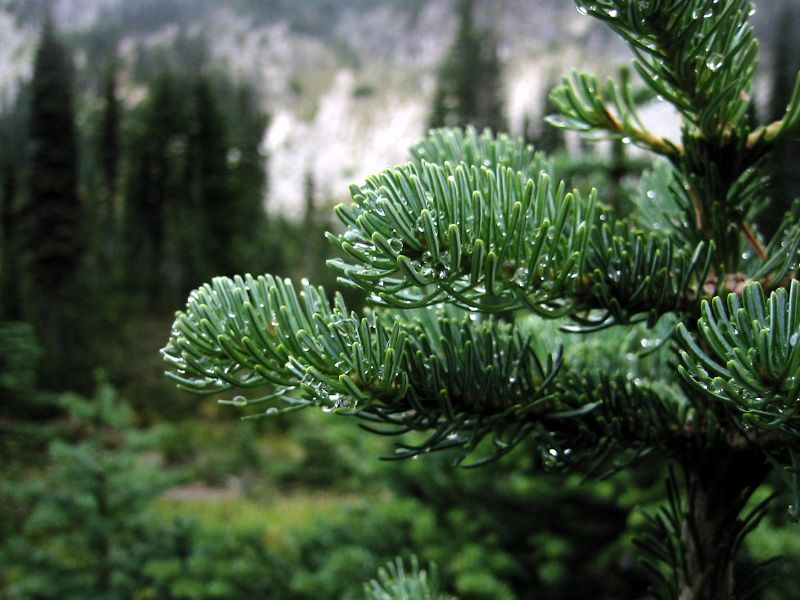
Aghi
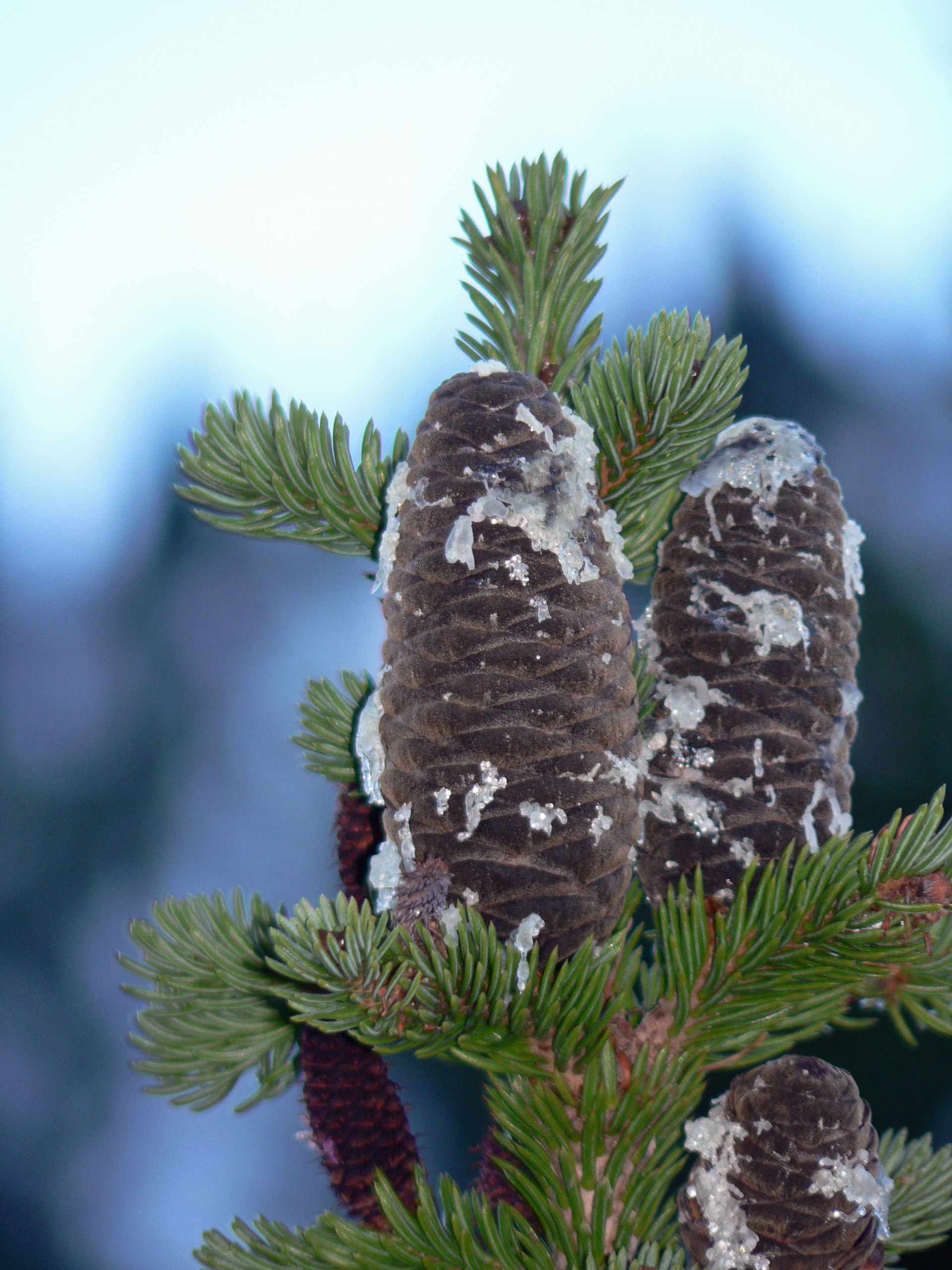
Strobili
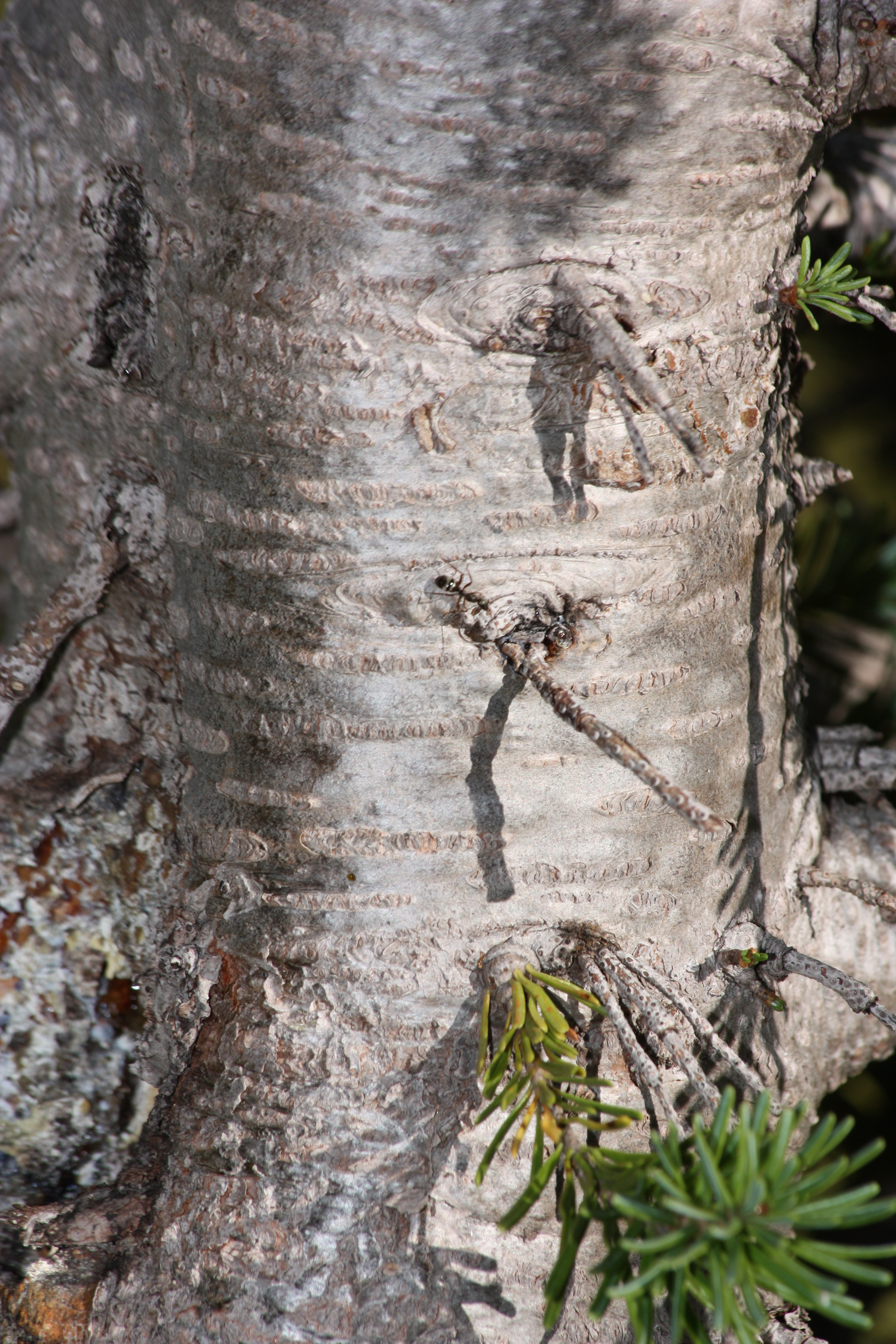
Corteccia
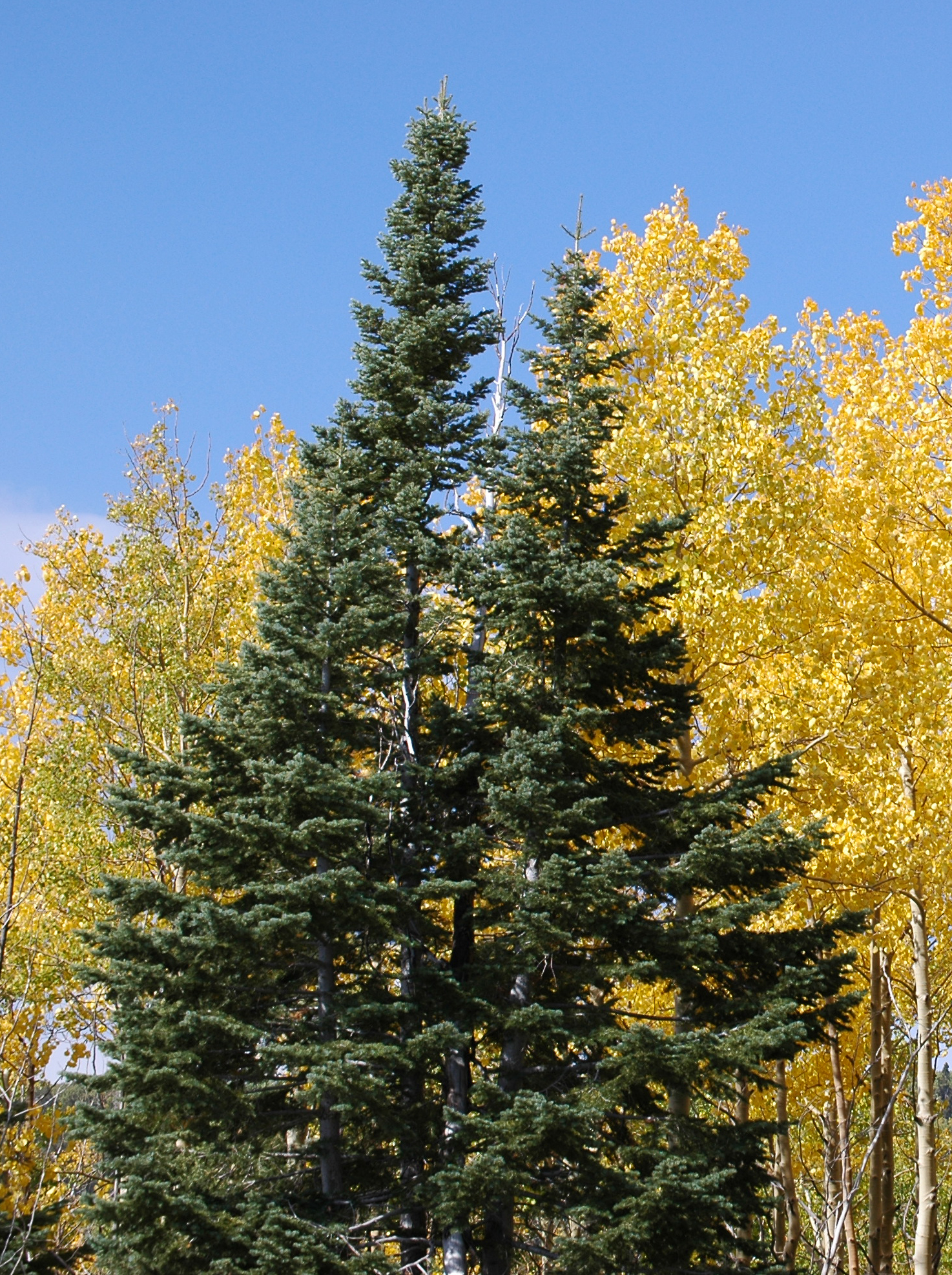
Var. arizonica
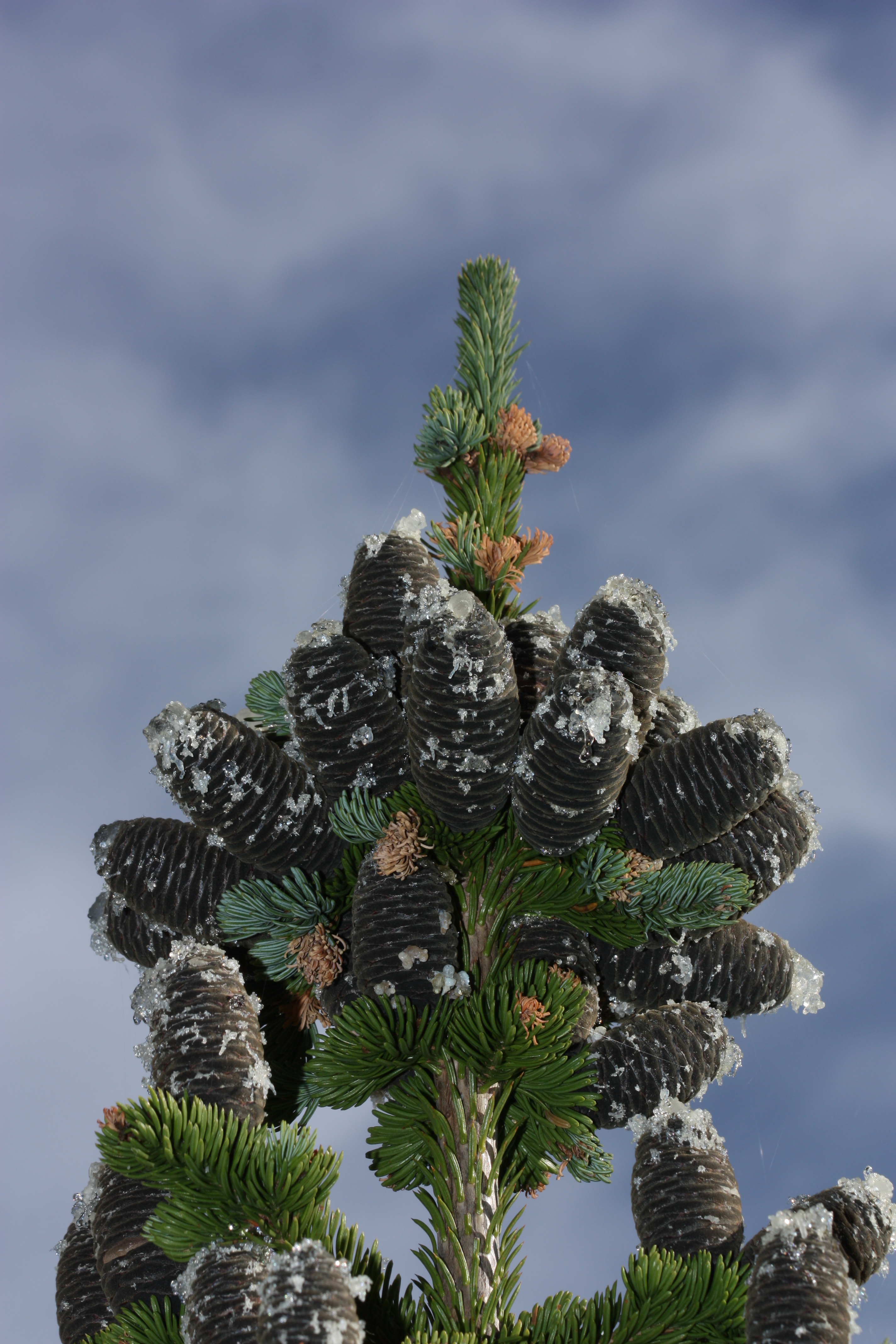
Ramo con strobili